# Malea (weekdieren)
Malea is een geslacht van weekdieren uit de klasse van de Gastropoda (slakken).

## Soorten
- Malea pomum (Linnaeus, 1758)
- Malea ringens (Swainson, 1822)